# 坎柴略區
坎柴略區（西班牙語：Distrito de Canchayllo），是秘魯的一個區，位於該國中部胡寧大區的豪哈省，始建於1954年10月15日，面積974.69平方公里，海拔高度3,609米，2005年人口2,304，人口密度每平方公里2.4人。